# Лос Растрохос
Лос Растрохос (исп. Los Rastrojos или las Rondas Campesinas Populares (RCP)) — колумбийская организованная преступная группировка, имеющая черты военизированной организации, созданная Уилбером Варела и его правой рукой Диего Растрохо. В период наибольшего могущества в конце 2000-х — начале 2010-х годов была одной из самых влиятельных преступных группировок в Колумбии наряду с Народной революционной армией Колумбии, Лос Урабеньос и Чёрными орлами.

## История
Группировка Лос Растрохос была создана в 2004 году Уилбером Варела, капо Картеля Северной долины, вместе со своим подручным Диего Пересом Энао, известным под псевдонимом Диего Растрохо. Варела из-за конфликта с другим капо Картеля Северной долины — Диего Леоном Монтойя («Доном Диего») — покинул картель вместе с лояльными ему вооружёнными формированиями. Лос Растрохос изначально занималась торговлей кокаином, марихуаной, героином, а также незаконной золотодобычей, что принесло ей большие прибыли благодаря высоким ценам на золото в 2010 и 2011.

## Организация и деятельность
Считается, что группировка в основном действует в Валье-дель-Каука и Кали, хотя имеются сообщения, что она распространяет своё влияние на другие регионы Колумбии и западной Венесуэлы. Некоторые члены банды были убиты или арестованы в Венесуэле. Численность группировки оценивается в 1200—1500 боевиков и наемных убийц.
После гибели в 2008 году У.Варелы группировку возглавили братья Хавьер Антонио и Луис Энрике Калле Серна, которые с 2009 года развернули экспансию в другие регионы Колумбии, и в настоящее время группировка действует в трети из 32 департаментов страны. Лос Растрохос в основном занимаются экспортом кокаина и героина на международные рынки — в первую очередь в Центральную Америку и Мексику, а также контролируют основные маршруты контрабанды в Венесуэлу, которая служит перевалочной базой для поставок кокаина в Европу и США с использованием самолётов и быстроходных катеров. На местном уровне группировка также участвует в вымогательстве и похищении людей.
Лос Растрохос на протяжении ряда лет вели войну с группировками ФАРК (Революционные вооруженные силы Колумбии) и ELN (Армия национального освобождения) в департаменте Каука. В настоящее время Лос Растрохос заключили соглашение о перемирии с ELN о прекращении боевых действий в течение нескольких лет в департаментах Каука и Нариньо. Недавно аналогичное соглашение достигнуто с ФАРК. Это перемирие предоставляет для Лос Растрохос непосредственный доступ к источникам коки, что даёт возможность производить кокаин по очень низким ценам. Это даёт группировке и её союзникам сильное конкурентное преимущество на мировом рынке наркотиков, и способствует прочным партнерским отношениям с мексиканскими наркокартелями..
В 2012 году все трое лидеров группировки были арестованы или сдались властям. В мае 2012 года Хавьер Антонио Калле Серна сдался американским властям на Арубе. Диего Растрохо был схвачен в западной Венесуэле в начале июня. Правительство Венесуэлы заявило, что передаст его властям Колумбии. А 4 октября колумбийские власти объявили, что Луис Энрике Калле Серна («Комба»), последний из лидеров Лос Растрохос, также сдался представителям американского Управления по борьбе с наркотиками.